# Гиш галоп
Гиш галоп је реторичка техника у којој особа у дебати покушава да савлада противника изношењем превеликог броја аргумената, без обзира на њихову тачност или снагу, брзином која онемогућава противнику да им се обрати у расположивом времену. Гиш галоп даје предност квантитету аргумената галопера на рачун њиховог квалитета.
Термин „Гиш галоп“ сковала је 1994. године антрополошкиња Јуџини Скот, која га је назвала по америчком креационисти Дуену Гишу, названом „најстраственијим практичарем ове технике“.

## Стратегија
Током типичног Гиш галопа, галопер суочава противника брзим низом лажних аргумената, полуистина, погрешних представљања и отворених лажи, онемогућавајући противнику да их све оповргне у оквиру формата дебате. Свака тачка коју покрене Гиш галопер захтева знатно више времена за оповргавање него за тврдњу. Ова техника одузима време противнику и може изазвати сумњу у његове способности дебатовања код публике која није упозната са техником, посебно ако није укључена независна провера чињеница или ако публика има ограничено знање о темама.
Разлика у напору између изношења тврдњи и њиховог побијања позната је као Брандолинијев закон или неформално „принцип асиметрије глупости“. Још један пример је ватрогасно црево лажи.

## Супротстављање Гиш галопу
Мехди Хасан, британски новинар, предлаже коришћење три корака за победу над Гиш галопом:
1. Пошто постоји превише неистина да би се њима позабавили, мудро је изабрати једну као пример. Изаберите најслабији, најглупљи, најсмешнији аргумент који је галопер изнео и поцепајте тај аргумент у парампарчад („побијање слабе тачке“).
2. Не одустајте од проблема и не крећите даље док одлучно не разбијете бесмислице и јасно не изнесете контрааргумент.
3. Назовите стратегију по имену, говорећи: „Ово је стратегија која се зове 'Гиш галоп' - немојте да вас завара поплава бесмислица које сте управо чули.“

Генерално, теже је користити Гиш галоп у структурираној дебати него у слободној форми. Ако је дебатер упознат са противником за кога се зна да користи Гиш галоп, техника се може парирати предвиђањем и побијањем противникових уобичајено коришћених аргумената пре него што противник има прилику да крене у Гиш галоп.